# The Ranch Girl's Partner
The Ranch Girl's Partner è un cortometraggio muto del 1913 diretto e interpretato da Arthur Mackley.

## Trama
In una cittadina del West, la bella Marjorie Wayne ha fatto innamorare di sé John Kelton e Charlie Stevens, l'uomo più ricco del posto. Stevens ruba un cavallo, ma gli cade a terra un fazzoletto che usa come bandana. Lui accusa del furto il rivale ma la bandana, che viene ritrovata dallo sceriffo, lo accusa. Il vero ladro viene arrestato e Kelton riesce a pagare l'ipoteca che grava sulla casa della sua bella. I due piccioncini possono così convolare a giuste nozze, felici.

## Produzione
Il film fu prodotto dalla Essanay Film Manufacturing Company. Venne girato a Niles. Gilbert M. 'Broncho Billy' Anderson, fondatore della casa di produzione Essanay (che aveva la sua sede a Chicago), aveva individuato nella cittadina californiana di Niles il luogo ideale per trasferirvi una sede distaccata della casa madre. Niles diventò, così, il set dei numerosi western prodotti dalla Essanay.

## Distribuzione
Distribuito dalla General Film Company, il film - un cortometraggio di una bobina - uscì nelle sale cinematografiche USA il 13 maggio 1913.